# Monica Bastiani
Monica Bastiani (Brindisi, 4 gennaio 1964) è un'ex cestista italiana.

## Carriera
Ha disputato tre incontri con l'Italia alle Olimpiadi di Barcellona, segnando 15 punti.